# سی‌ای تکنالوجیز
سی‌اِی تکنالوجیز (به انگلیسی: CA Technologies) شرکت نرم‌افزاری چندملیتی آمریکایی است، که در زمینه طراحی و ساخت نرم‌افزارهای سازمانی، نرم‌افزارهای سیستم، نرم‌افزارهای پایگاه داده‌ها، آنتی‌ویروس‌ها و برنامه‌های امنیت اینترنت، نرم‌افزارهای کاربردی موردنیاز بزرگ‌رایانهها، رایانش توزیع‌شده، ماشین‌های مجازی، فضاهای رایانش ابری و توسعه نرم‌افزارها فعالیت می‌نماید.
شرکت سی‌ای تکنالوجیز در سال ۱۹۷۶ توسط چارلز بی. وانگ و با هدف ارائه برنامه‌های رایانه‌ای برای شرکت آی‌بی‌ام راه‌اندازی شد و نخستین پروژه آن، فعالیت در جهت توسعه نرم‌افزارهای سیستم‌عامل رایانه بزرگ آی‌بی‌ام بود.
این شرکت در زمینه توسعه نرم‌افزار، تاکنون بیش از ۴۰۰ اختراع ثبت نموده است. شرکت سی‌ای تکنالوجیز در سال ۲۰۱۳ در رتبه ششم از بزرگ‌ترین شرکت‌های نرم‌افزاری جهان قرار گرفت.
دفتر مرکزی این شرکت در شهر نیویورک، ایالات متحده آمریکا قرار دارد و از ۵ نوامبر سال ۲۰۱۸ تا کنون به‌عنوان شرکت تابعه برودکام فعالیت می‌کند.